# هوانگ جیالینگ
هوانگ جیالینگ (انگلیسی: Huang Jialing؛ زادهٔ ۱ ژانویهٔ ۱۹۸۲) شمشیرباز زن اهل چین بود. وی در بازی‌های المپیک تابستانی ۲۰۰۸ شرکت کرده‌است.